# Benzotriklorid
A benzotriklorid, más néven triklórtoluol szerves vegyület, képlete C6H5CCl3. Főként más vegyületek, például festékek előállításának köztitermékeként használják.

## Előállítása és felhasználása
A benzotrikloridot a toluol gyökös klórozásával állítják elő, a reakciót fénnyel vagy gyökös iniciátorral, például dibenzoil-peroxiddal katalizálják. A reakció két köztiterméke:
C6H5CH3  +  Cl2   →  C6H5CH2Cl +  HCl
C6H5CH2Cl  +  Cl2   →  C6H5CHCl2  +  HCl
C6H5CHCl2  +  Cl2   →  C6H5CCl3  +  HCl
Részleges hidrolízisével benzoil-klorid állítható elő:
C6H5CCl3 + H2O → C6H5C(O)Cl + 2 HCl
Benzotrifluoriddá is átalakítható, mely peszticidek előállításának kiindulási anyaga:
C6H5CCl3  +  3 KF   →  C6H5CF3  +  3 KCl
Víz jelenlétében elég gyorsan benzoesavvá és hidrogén-kloriddá hidrolizál, a reakció felezési ideje 2,4 perc.

## Fordítás
Ez a szócikk részben vagy egészben  a   Benzotrichloride című angol Wikipédia-szócikk ezen változatának fordításán alapul.  Az eredeti cikk szerkesztőit annak laptörténete sorolja fel. Ez a jelzés csupán a megfogalmazás eredetét és a szerzői jogokat jelzi, nem szolgál a cikkben szereplő információk forrásmegjelöléseként.